# Золотые стихи

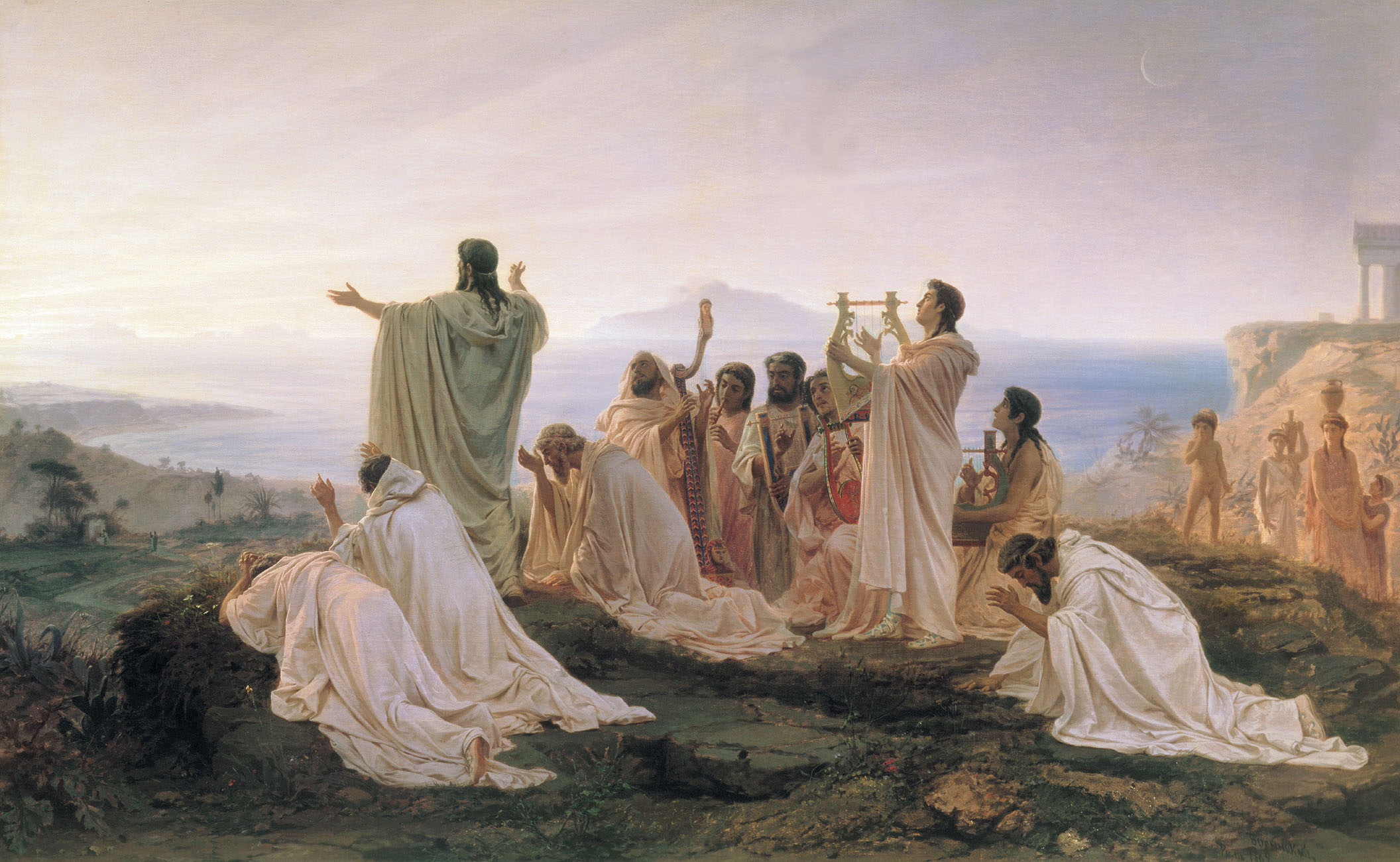
Бронников Федор Андреевич, Гимн пифагорейцев восходящему солнцу, 1869.

Золотые стихи (др.-греч. Χρύσεα Ἔπη, Хрисеа Эпи; лат. Aurea Carmina) — сборник нравственных поучений, состоящий из 71 строки, написанных дактилическим гекзаметром и традиционно приписывавшихся Пифагору.

## Происхождение
Пифагор Самосский (как и его прижизненные ученики) не публиковали никаких письменных сочинений. В течение примерно 800 лет после смерти Пифагора (умершего в 495 году до н. э.) ни в одном древнем письменном источнике, писавшем про Пифагора, не говорилось о существовании «Золотых стихов». Впервые о них упоминает Ямвлих (умерший в 325 или в 330 году н. э.). Полный текст «Золотых стихов» известен благодаря комментариям к ним (в начале которых содержатся сами стихи), написанным византийским философом Гиероклом Александрийским, жившим в Александрии в первой половине V века.
Тем не менее сами мысли и изречения, содержащиеся в «Золотых стихах», возникли задолго до Ямвлиха и Гиерокла. Во всяком случае, некоторые подобные мысли встречаются (без ссылок на «Золотые стихи») у Цицерона, Плутарха, Галена, Диогена Лаэртия, Секста Эмпирика, Климента Эмпирика, Климента Александрийского и других римских авторов. Если верить Авлу Геллию, то впервые изречение, аналогичное одному изречению из «Золотых стихов», имелось ещё у Хрисиппа, умершего в 208 или в 205 году до н. э.
Возможно, эти стихи восходят к легендарному «Священному слову», которое, согласно Эпигену, написал пифагореец Керкоп.
До нашего времени сохранилось 15 византийских и более поздних средневековых рукописей, содержащих «Золотые стихи» (вместе с полной или укороченной версией комментариев Гиерокла).

## Издания
- Пифагорейские Золотые стихи с комментарием Гиерокла. — Литрес, 2017. — С. 2016.